# Tanytarsus ejuncidus
Tanytarsus ejuncidus är en tvåvingeart som först beskrevs av Walker 1856.  Tanytarsus ejuncidus ingår i släktet Tanytarsus och familjen fjädermyggor. Arten är reproducerande i Sverige. Inga underarter finns listade i Catalogue of Life.